# Miroslav Filip
Miroslav Filip, češki šahist, * 27.oktober 1928, † 27.april 2009

## Kariera
Pri 21 letih je Miroslav zmagal na turnirju in postal prvak Češkoslovaške v šahu.
Leta 1953 je postal mednarodni mojster, dve leti zatem je postal velemojster, medtem je osvojil še dva državna naslova.  Dvanajst zaporednih nastopov je zbral na olimpijadah med letoma 1952 in 1974 ter se s tem uvrstil med legende tega tekmovanja.
Leta 1956 se je uvrstil na turnir v Amsterdamu. Osvojil je osmo mesto od desetih. Leta 1962 se je še enkrat uvrstil na turnir v Göteborgu. Tam je osvojil peto mesto in pobral zadnjo vstopnico za Curacao. Tam je bil osvojil sedmi in zadnje mesto, ampak se je vseeno vpisal v zgodovino. Leta 1970 je dobil zlato kolajno na evropskem prvenstvu.

## Po karieri
Po končani karieri je napisal nekaj knjig o šahu in postal je tudi šahovski sodnik. Umrl v Pragi leta 2009.